# Camponotus adenensis
Camponotus adenensis é uma espécie de inseto do gênero Camponotus, pertencente à família Formicidae.